# 多環胺類
多環胺類（heterocyclic amines，簡稱 HCA 或 HCAs），也有人稱之為雜環胺，常見的多環胺類有PhIP、IQ、MeIQx和3，8-diMeIQx，這些多環胺類已被科學家證明了對人體是有致癌性與致突變性的化合物。

## 概述
HCA的形成有四個因素影響：食物類型、烹調方法、溫度和時間。
- 食物類型：熟肉製品以及其他來源的蛋白質（牛奶、雞蛋、豆腐、器官肉類：如肝臟）。
- 烹調方法：在油炸，煎，和燒烤過程中，肉煮熟在極高的溫度下產生的HCAs含量為最大。
- 溫度和時間：研究人員進行的一項研究顯示，在烹調時溫度從 200℃升高到250℃之間增加了3倍HCAs的含量。

肉或其它食物經煮、烤、煎，溫度越高多環胺類產生越多；反之，溫度越低產生多環胺類量越少，多環胺類的多寡取決於食物熟透的溫度。

## 健康影響
HCAs產生的β-咔啉（beta－carbolines）直接影響神經遞質，如苯二氮卓受體。但是HCAs也可以當做其他神經遞質受體，如血清素和多巴胺受體。致癌與突變物質損害特定細胞的DNA。原因是依賴於它們所包含氮、鹽、蛋白質、亞硝酸鹽經氮反應後，和亞硝化的HCAs反應，而使特定的DNA突變致癌。
HCAs 的直接毒性腦，如喹啉（common quinolines），通過它進入大腦多巴胺運輸系統。常見的HCAs；如吡啶（pyridines）和β-咔啉（beta－carbolines）變成有毒性質經傳輸到大腦後，在體內已部分分解不同的酶，本來這些酶必須這樣做，並保護大腦對有毒性質的抵抗，但某些HCAs的一部分性質意外地將這些酶轉化為有毒性質，這些有毒性質銷毀了受體在大腦引起腦的疾病，如老年癡呆症，帕金森氏症和精神分裂症。雖然有毒吡啶創建氧化自由基，降低抗氧化級，但抗氧化劑的攝入量不能阻止有毒吡啶損傷腦。